# Джакомо Бонкомпани
Джакомо Бонкомпани или Якопо Бонкомпани (на италиански: Giacomo Boncompagni, Jacopo Boncompagni; * 8 май 1548, Болоня, тогава Папска държава, днес Италия, † 18 август 1612 в Сора, Лацио, Италия) е първият херцог на Херцогство Сора и Арче (1579 – 1612) от фамилията Бонкомпани.

## Биография
Той е син на Уго Бонкомпани (1502 – 1585), по-късният папа Григорий XIII, и неговата метреса Мадалена Фулчинизе от Карпи.
Джакомо е признат от баща му на 5 юли 1548 г. като легитимен син. Йезуитите поемат възпитанието му. След избора на баща му за папа през май 1572 г. Джакомо отива в Рим, където е номиниран за кастелан на Сант Анжело; едновременно той следва в Collegium Germanicum et Hungaricum. През април 1573 г. е номиниран на гонфалониер на църквата. Като такъв той е комеандант на папската войска и отива първо в Анкона, за да пази града от евентуална заплаха от турците.
През 1574 г. той е във Ферара, където като представител на папата посреща френския крал Анри III. През август 1575 г. крал Филип II Испански му дава титлата главен командир на армията в тогава владяното от Испания Миланско херцогство. През февруари 1576 г., в Рим, той се жени за Костанца Сфорца (1550 – 1617) от фамилията на графовете на Санта Фиора в Южна Тоскана, по майчина линия правнучка на Александър Фарнезе (папа Павел III), която му донася зестра от 50 000 скуди. С нея той има 14 деца. Същата година Григорий XIII го номинира на гувернатор на Фермо.
През 1580 г. Франческо Мария II дела Ровере, херцогът на Урбино, трябва да продаде Херцогство Сора и Арче на Джакомо Бонкомпани за 100 000 златни скуди. През февруари посреща в палата си в Рим делегация на цар Иван IV и служи на баща си като дипломат. Джакомо и фамилията му се местят в Изола дел Лири. Едва през 1612 г. той е освободен от задълженията му в Милано.
Джакомо от млад се ангажира във владенията си с индустрията и банките. Той покровителства писателите, има голяма библиотека и събира документи за баща си. През 1612 г. той се връща болен в Сора и умира там на 64 години на 18 август. Синът му Грегорио I Бонкомпани (1590 – 1628) го последва като херцог на Сора.